# Psapharoctes
Psapharoctes is een kevergeslacht uit de familie van de boktorren (Cerambycidae). De wetenschappelijke naam van het geslacht werd voor het eerst geldig gepubliceerd in 2007 door Tavakilian & Néouze.

## Soorten
Psapharoctes omvat de volgende soorten:
- Psapharoctes fanchonae Tavakilian & Néouze, 2007
- Psapharoctes hermieri Tavakilian & Néouze, 2007